# Lyngdal
Lyngdal er en kommune i Agder fylke i Norge, en af landets sydligste kommuner. Lyngdal grænser til Farsund i vest, Kvinesdal og Hægebostad i nord , og Audnedal og Lindesnes i øst.
Fra 1. januar 2020 bliver Lyngdal og Audnedal kommuner lagt sammen.
Kommunen har berøring med flere fjorde, Åptafjorden (Oftefjorden) (hovedsagelig beliggende i Farsund kommune), Lyngdalsfjorden (ofte fejlagtig kaldt Kvavikfjorden), Spindsfjorden (hovedsagelig beliggende i Farsund kommune, Rosfjorden (som pga. sit høye saltindhold sjældent fryser), og Grønsfjorden, som i det trange Jåsund forbindes med Lenefjorden. Højeste punkt er Kalåskniben på 504 moh.
Kommunens nuværende grænser fik den efter sammenlægningen af Lyngdal, Austad, Kvås og dele af Spangereid (vest for Lenefjorden) i 1963.

## Bygninger og anlæg i Lyngdal
- Lyngdal Stadion, fritidsanlægg
- Lyngdal kirke

## Steder i kommunen
- Alléen, administrativt sentrum
- Austad
- Kvavik, landbrugs- og industriområde
- Hamran, boligområde
- Kvås, landbrug

## Seværdigheder
- Skreli, naturområde
- Sælør

## Personer fra Lyngdal (lyngdøler)
- Abraham Berge, politiker, statsminister († 1936)
- Peder Ramsland, felemaker og kunstner († 1938)
- Trygve Haugeland, politiker, miljøvernminister , stortingsmand († 1998)
- Bjøro Håland, sanger, countrysanger fra Håland i Audnedal[2]